# 俄罗斯天然气工业股份公司

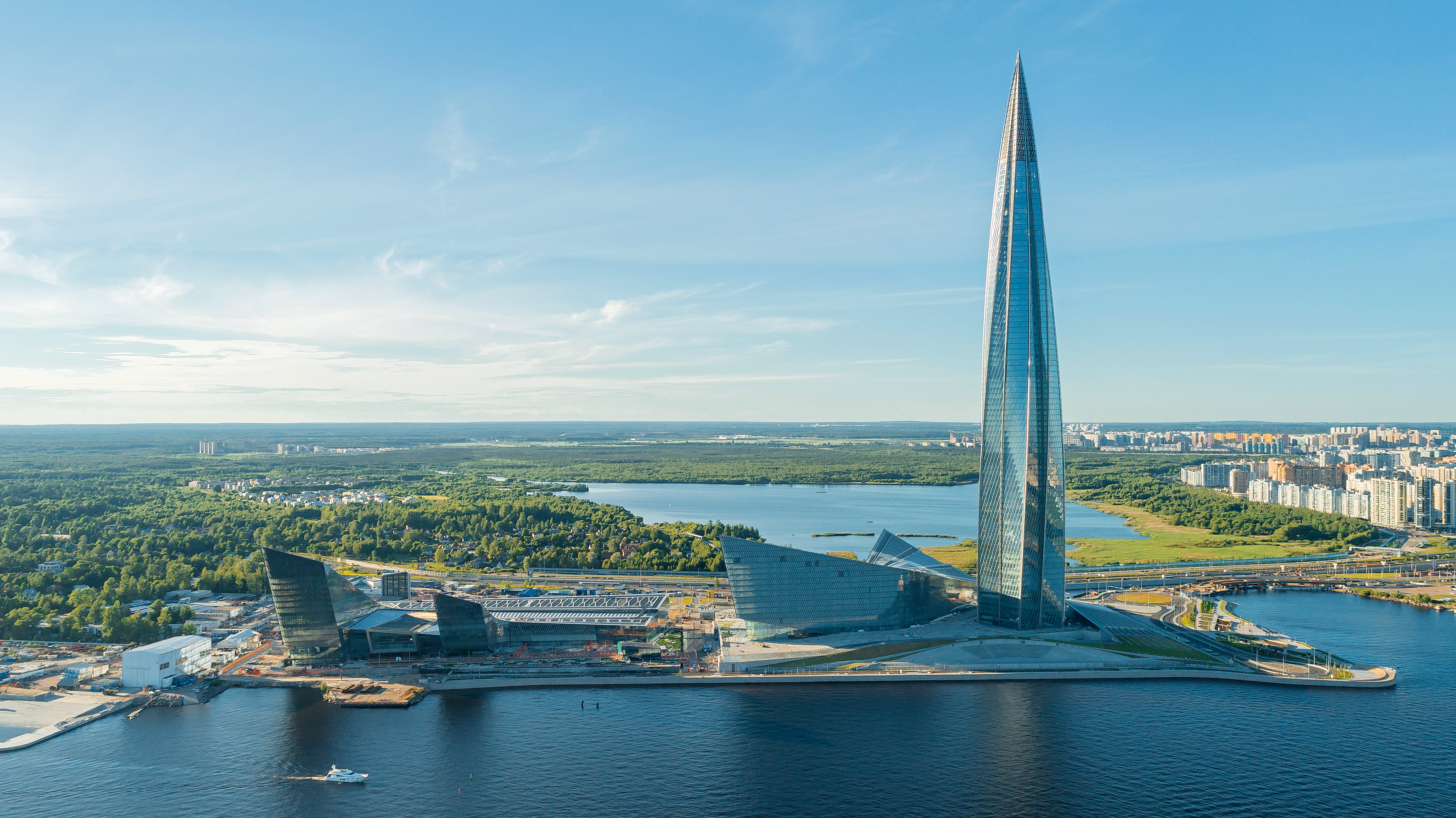
拉赫塔中心為俄罗斯天然气總部

俄罗斯天然气工业股份公司（俄语：Открытое Акционерное Общество «Газпром»，简称）是俄羅斯的國有天然气企业，規模為世上最大，其总部位于圣彼得堡。
俄天然气公司于1989年由苏联天然气工业部转变而来，继续了其所有资产。公司在随后进行了部分私有化，但俄罗斯政府仍然持有主要股份。2011年，俄天然气公司开采了5132亿立方米天然气，占全球开采量的17%以上。此外，公司还生产了3230万吨左右原油和近1210万吨凝析气。2011年，俄天然气公司贡献了俄罗斯国内生产总值的8%。
俄天然气公司的主要气田位于西伯利亚西部的鄂毕湾附近，而未来的主要气田则位于亚马尔半岛。公司还拥有近158,200公里的天然气输气干道，是世界最大规模的天然气运输系统。
俄天然气公司还拥有众多的子公司，涉足包括财务、媒体和航空等多个领域。

## 歷史
在第二次世界大战时，苏联政府创建了一个天然气工业系统。在1965年，它集中了天然气勘探，发展及分配的天然气工业部。1980年代，苏联就成为国际天然气制造国。1989年8月，维克托·切尔诺梅尔金公司，也就是后来被命名为concern gazprom 公司，就成为苏联第一家天然气开采公司。在1991年末期，苏联解體，俄罗斯已出现了一些国家公司如：urkgazprom 和 turkmengazprom。无论如何俄罗斯天然气公司已成为了天然气业的垄断者。2005年，俄罗斯天然气工业公司持有75%的gazprom石油公司股权。2011年，俄罗斯天然气工业公司 生产了5137.1亿立方米的天然气。该公司一年可生产3228万吨的石油和1207万吨的天然气。

## 赔偿
2018年2月，斯德哥尔摩商会仲裁法庭裁定，俄罗斯天然气工业股份公司（简称：俄气）未按合同要求向乌克兰输送足够量的天然气，应向乌克兰石油天然气公司（简称：乌油气）赔偿46.3亿美元。其中，抵消乌克兰应付货款后，俄气应赔偿乌克兰25.6亿美元，但俄气多次表示不接受仲裁法庭的裁决。
经过欧盟和德国的斡旋下，2019年12月19日，俄罗斯和乌克兰代表在柏林达成协议，俄气与乌油气约定签署通过乌克兰向欧盟提供5年的天然气协议。俄气在12月27日宣布，按照斯德哥尔摩仲裁法庭的裁定，向乌油气赔偿滞纳金在内共29亿美元赔偿，双方须撤销针对对方的所有诉讼，同时乌克兰方面放弃查封俄气在国内的资产。
2022年俄罗斯入侵乌克兰以后，俄罗斯天然气工业股份公司至少面临来自11个欧洲国家的19家公司就违反天然气合同提起诉讼，诉讼总额达到186亿欧元。其中最大的索赔金额为130亿欧元，由德国Uniper公司提出，该公司要求赔偿因供应中断而造成的数十亿美元损失。另一家德国天然气进口商RWE要求俄罗斯天然气工业股份公司再提供10亿美元赔偿。法国Engie公司向仲裁提出索赔，要求俄罗斯天然气工业股份公司赔偿3亿多欧元。奥地利最大的能源公司OMV向俄罗斯天然气工业股份公司提出价值5.753亿欧元的索赔。OMV随后在根据国际商会的规则做出的裁决中，获得2.3亿欧元赔偿金，并以抵消天然气交付账单的方式收回这笔索赔。芬兰Gasum公司也对俄罗斯天然气工业股份公司提起诉讼。在意大利，能源巨头埃尼公司拒绝遵守普京以卢布支付供应品的法令。波兰Europol公司则向俄罗斯天然气工业股份公司提出15亿欧元的索赔，该公司负责管理亚马尔-欧洲天然气管道的波兰部分，该管道将天然气从西伯利亚输送到德国的消费者。捷克Net4gas和Innogy Energie就未交付的天然气提出索赔，前者要求1.13亿欧元，后者要求7800万欧元。在瑞士，天然气交易商DXT Commodities和Axpo Solutions提出总计近10亿欧元的索赔。在荷兰，天然气传输系统运营商Gasunie Transport Services向俄罗斯天然气工业股份公司索赔2.75亿欧元。在斯洛伐克，ZSE Energia和Vychodoslovenska energetika两家公司起诉俄罗斯天然气工业股份公司。保加利亚国家天然气运营商Bulgargaz要求支付4亿欧元终止合同。